# ホセ・バルケーロ
ホセ・バルケロ（José Barkero, 1979年4月27日 - ）は、スペイン・バスク州・ギプスコア県出身の元サッカー選手。ポジションはミッドフィールダー。
左足のミドルシュートが得意である。1999年にはスペインU-20代表に選出された。

## 経歴
1998-99シーズン、レアル・ソシエダでデビューした。1999-2000シーズンには初得点した。2度のレンタル移籍を経て2002年にソシエダに復帰したが、ソシエダでの4シーズンでフル出場は1試合もなく、2004年にはポリ・エヒドにレンタルされた。結局ソシエダで過ごした7シーズンで出場時間が1000分を超えたことは一度もなく、2006年にセグンダ・ディビシオンのアルバセテ・バロンピエに移籍した。2007-08シーズンは11得点した。2008年にCDヌマンシアに移籍し、3シーズンぶりにプリメーラに復帰した。2008-09シーズンは37試合に出場して12得点してチーム内得点王になった。クラブは19位でセグンダ・ディビシオンに降格した。

## 所属クラブ
- レアル・ソシエダ 1998-2006

→ トゥールーズFC 2000-2001 (loan)
→ SDエイバル 2001-2002 (loan)
→ ポリ・エヒド 2004 (loan)
- アルバセテ・バロンピエ 2006-2008
- CDヌマンシア 2008-2011
- レバンテUD 2011-2013
- レアル・サラゴサ 2013-2014